# ۵۶۴ (میلادی)
۵۶۴ (میلادی) پانصد و شصت و چهارمین سال تقویم میلادی است.

## درگذشتگان
‎